# نظام تخزين وأمن الأسلحة

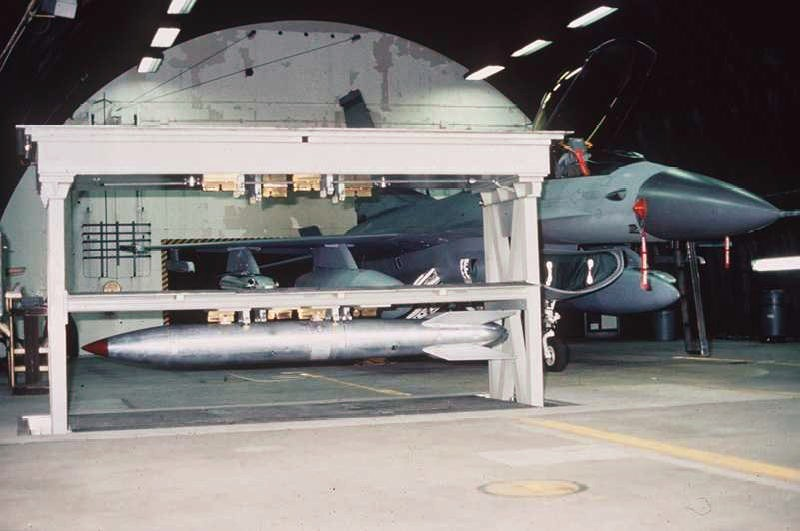
تخزين نظام الأمن وتأمينه في مكان مرتفع يحمل قنبلة B61 النووية

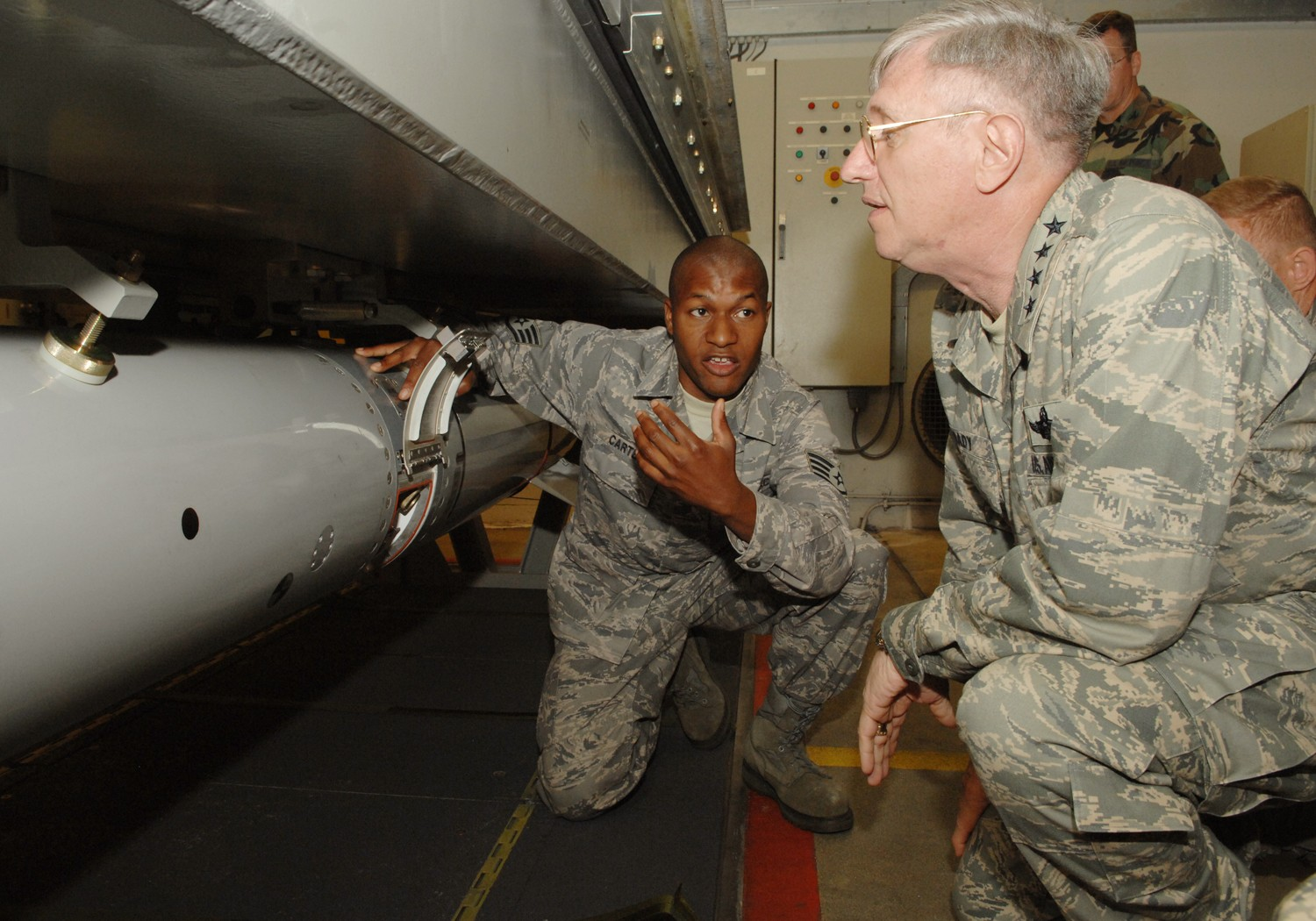
سلاح نووي في نظام تخزين وأمن الأسلحة

نظام تخزين وأمن الأسلحة هو عبارة عن نظام يشتمل على أدوات تحكم إلكترونية وخزانات مثبتة في أرضيات ملاجئ الطائرات الوقائية في العديد من المطارات العسكرية التابعة للولايات المتحدة والناتو في جميع أنحاء العالم. وتستخدم هذه الخزانات لتخزين الأسلحة الخاصة الآمنة وعادة تكون قنابل نووية من نوع B61. من الناحية التاريخية تم استدعاء النظام داخل حلف الناتو وهو نظام أمن وسلامة الأسلحة أو نظام الأمن والاستقرار والسلام.

## التاريخ
خلال الحرب الباردة كان على قواعد الولايات المتحدة وحلف الناتو التي تستخدمها الاستعداد لنظام التحذير من رد الفعل السريع حيث تم تخزين أعداد من القنابل في منطقة تخزين الأسلحة المؤمنة بشكل كبير بالقرب من القاعدة. كانت موجودة في مخابئ للأسلحة النووية وتم نقلهم من وإلى منطقة رد الفعل السريع. أثناء التمارين ولأسباب لوجيستية تطلب دائما عدد كبير (قوات عسكرية مسلحة) تضمنت تحذيراً أمنياً وتنبيهات احتياطية وفريق قوة الاحتياط.
يتكون النظام من مستودع تخزين الأسلحة وأنظمة المراقبة والتحكم الإلكترونية. ويمكن لخزان أو مستودع واحد استيعاب ما يصل إلى أربعة أسلحة نووية وفي الوضع المنخفض يوفر الحماية البالستية من خلال غطائه المقوى وجدرانه المقواة. سمح النظام تخزين مباشر تحت الطائرة المخصصة لحمل القنابل وفي حالة أي نوع من الهجوم ومنع مراقبة الاستعدادات لاستخدام الأسلحة. وتشتمل الأنظمة الإلكترونية على أجهزة استشعار سرية متنوعة وأجهزة نقل بيانات إلكترونية ومعدات أمنية مثل كاميرات الفيديو وكاشف الحركة وتليفزيون الدائرة المغلقة إلى جانب أجهزة التصوير الحراري. هذه التسهيلات مكنت من التحكم بالأسلحة عن بعد وتم تفويض نشر النظام في عام 1988 وتم استخدامها على نطاق واسع بحلول عام 1995.
تم بناء 215 خزينة تابعة للنظام لصالح القوات الجوية الأمريكية في أوروبا في 13 موقع في سبعة بلدان. بالإضافة إلى ذلك تم تشييد 34 قذيفة أرضية للقوات الجوية الملكية لتخزين القنبلة النووية في ألمانيا و 24 في بريطانيا.